# احمد النحاس
احمد النحاس (عربی: احمد النحاس؛ زادهٔ ۱۰ ژانویه ۱۹۵۰) کارگردان فیلم اهل مصر است. اولین فیلمی که او کارگردانی کرد، برنده جایزه‌ای از فستیوال فیلم اسکندریه شد.